# Eliza Cook
Pour les articles homonymes, voir Cook.
Eliza Cook (24 décembre 1818 - 23 septembre 1889) est une poète anglaise. Elle est associée au Chartisme, et milite pour la liberté des femmes, qu'elle soit politique, économique ou sexuelle, étant elle-même lesbienne. Sa croyance en l'éducation comme moyen de s'accomplir l'ont rendue extrêmement populaire dans les classes ouvrières en Angleterre comme aux États-Unis.

## Biographie
Eliza Cook, née le 24 décembre 1818 dans une maison située sur London Road, dans le quartier de Southwark, est la benjamine des onze enfants d'un chaudronnier. Enfant Cook aime particulièrement les contes, sa mère l'y incite.
Quand Cook a 9 ans, en 1827, son père prend sa retraite. La famille Cook déménage alors à St Leonard Forest, non loin de Horsham, dans une petite ferme. Son père, non conventionnel, refuse que ses enfants aillent à l'école pour qu'ils se forment par eux-mêmes, allant jusqu'à interdire d'acheter des livres - l'emprunt, ou le vol reste possible. Elle reçoit pour toute éducation institutionnelle l'enseignement dispensé par l'école du dimanche ; sa mère encourage son intérêt pour la littérature. Eliza Cook se met à étudier par elle-même et commence à écrire ses premiers poèmes. Certains de ses poèmes les plus connus, dont I'm afloat, Lines to my Pony et The Star of Glenharry, ont été composés à cette époque. En 1833, sa mère meurt. Cook, très attachée à sa mère, en souffre beaucoup.
Son premier recueil, Lays of a Wild Harp: A Collection of Metrical Pieces, est publié en 1835, alors qu'elle n'a que 17 ans. Encouragée par une réception favorable, elle envoie, de manière anonyme, des poèmes à différents journaux.
En 1938, son poème The Old Armchair, lui vaut la célébrité tant en Angleterre qu'aux États-Unis. Ce poème, à la mémoire de sa mère lui assure un confort financier et un engagement avec le Weekly Dispatch. Son détenteur principal, Jame Harmer, conseiller municipal dans le Kent, et résidant à Ingress Abbey, va devenir un proche de Cook et l'inviter régulièrement chez lui dans sa famille. Le rapprochement entre Cook et l'une des petites-filles de Harmer scandalisera. La même année, est publié Melaia and others Poems.
Alors qu'elle assiste à la représentation de Fazio donnée en mai 1845, Eliza Cook remarque Charlotte Cushman, actrice américaine qui termine alors sa première saison à Londres. Émue par son interprétation de Bianca, elle lui écrit :
« I had seen many "fret and strut their hour"; / But my brain never had become such slave / To fiction, as it did beneath thy power / Nor owned such homage as to thee it gave. »
Elles vont entretenir une relation non exclusive de quelques mois et l'une comme l'autre vont avoir une grande influence sur leurs carrières respectives, tant aux États-Unis qu'en Angleterre,.
À la fin des années 1840, Eliza Cook fait partie du cercle de Mary Howitt, dont elle devient, avec Eliza Meteyard, l'une des protégées. Toutes trois se rattachent à la communauté unitarienne radicale à laquelle appartiennent, parmi d'autres écrivains, Matilda Hays, Douglas Jerrold, William Howitt.
Entre 1849 et 1854, Eliza Cook édite, publie et écrit pour le Eliza Cook's Journal, un journal féministe, d'où sera tiré Jottings from my Journal en 1860. Ce journal est largement distribué. La suspension en 1854 est due aux problèmes de santé de Cook  à la suite desquels elle commence à recevoir en 1863 une pension civile de £100 par an. New Echoes and Other Poems est publié en 1864 suivi en 1865 de Diamond Dust.
Eliza Cook meurt le 23 septembre 1889 à Wimbledon, entourée de ses proches.

## Carrière littéraire

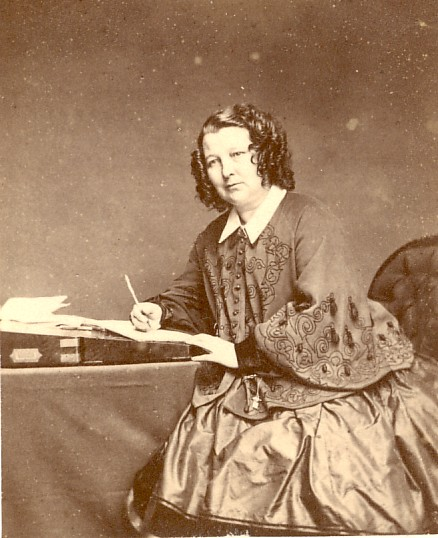
Photographie d'Eliza Cook, pendant les années 1860.

Eliza Cook commence à écrire à 15 ans, en 1833 et publie dans de petits magazines littéraires. Son écriture est d'une forme simple, suivant la règle métrique ; ses poèmes se composent de couplets rimés. Son premier recueil, Lays of a Wild Harp: A Collection of Metrical Pieces, est publié deux ans après. La réception critique en est favorable, on voit en elle le nouveau Robert Burns.
Encouragée, elle commence à envoyer des poèmes qu'elle signe uniquement de son initiale, C., au Weekly Dispatch, au Metropolitan Magazin, au New Monthly Magazine et à la Literaly Gazette. Ses poèmes publiés dans le Weekly Dispatch et le New Monthly sont copiés par George Julian Harney, un chartiste, dans le Northern Star.
Si le premier poème publié dans le Weekly Dispatch date du 27 novembre 1836, ça ne sera que deux plus tard et devant le succès de The Old Armchair que le propriétaire du Weekly Dispatch, demande que soit levé l'anonymat qui obtient gain de cause auprès d'Eliza Cook. S'ensuit un engagement plus régulier à publier dans le journal dont la radicalité politique convient à Eliza Cook. La collaboration entre William Johnson Fox, directeur du journal, et l'autrice dure près de 10 ans.
Son second volume, Melaia and other Poems est publié la même année que The Old Chair, en 1938, puis est réimprimé en 1840 et 1845, devant le succès rencontré, tant en Angleterre qu'aux États-Unis. Melaia, qui donne son nom au recueil, est un poème construit à partir d'un conte slave, dont le thème est l'attachement d'un chien à son maître. En 1839, elle rencontre la poète Frances Osgood, venue à Londres. En 1845 paraît Poems, Second Series chez Simpkin.
Sa rencontre avec Cushman va lui permettre de publier davantage aux États-Unis. Cushman va notamment intercéder en sa faveur auprès de Langley, un éditeur new-yorkais qui n'avait pas répondu à Cook. Quelques semaines après, une réponse vient, Melaia and other Poems est réédité, assorti d'articles de presse. Le 8 octobre 1851, on peut lire dans le New-York Times :
« As we expected, our article on Miss Eliza Cook has drawn upon us the fierce wrath of a fair lady, who has written us a trenchant note, in which she declares that Miss Cook is a great poetess. Now, we by no means wished to convey the idea that ladies cannot write poetry. We believe and know the contrary to be the fact »
De même Cushman, qui écrit parfois pour le Godey's Lady's Book va introduire Cook à Sarah Hale. La première collaboration entre les deux femmes sera l'invitation faite à Cook, en 1850, de publier dans The poets' offering. Puis, Hale invite Cook régulièrement entre 1852 et 1855 à publier dans le Godey's Lady's Book. Enfin, en 1855, un portrait flatteur sera dressé d'elle dans Woman's record: or Sketches of Distinguished Women, un recueil de biographies de femmes dirigé par Hale, qui y inclut également Cushman Cette publicité permet entre 1850 et 1853 trois rééditions d'une édition de ses poèmes (dont le Melaia and other Poems), titré Poems, chez Leavitt & Allenentre 1850 et 1853.
Entre 1849 et 1854, Eliza Cook se consacre en grande partie au Eliza Cook's Journal duquel Jottings from my Journal publié en 1860 est en grande partie tiré. Le premier numéro paraît le 5 mai 1849, et le dernier, le 219e, sort le 25 novembre 1854. Ce journal se compose d'essais et de saynètes écrites dans un style simple, se concluant généralement par une morale. La plupart sont des satires des failles sociales, usant du bon sens et d'humour. Ce sont quasiment ses seules tentatives de prose. On peut citer Health of the Skin, ou Chemistry in the Kitchen. Cook invite Elizabeth Gaskell à y publier alors que le journal est encore en préparation. Hays et Meteyard sont des collaboratrices régulières.
New Echoes and Other Poems paraît en 1864 chez Warne & Routledge. En 1865, c'est un recueil d'aphorismes, Diamond dust.
Deux de ses ouvrages sont traduits par Carl Hermann Simon, certains poèmes sont traduits en français.
Son travail est présent dans toutes les anthologies de son siècle.

## Engagement politique, social et féministe
Cependant, et malgré sa popularité, Cook était critiquée pour défier les rapports de genres, que cela soit dans sa vie ou dans son écriture. En effet elle portait des vêtements d'hommes et une coupe courte, et s'était affranchie du port du corset, que Cushman a adopté mais Cook refusait également le mariage, les contraintes auxquelles il soumettait les femmes et a affirmé son homosexualité. Un dessin d'Eliza Cook envoyé à Cushman figure une femme tenant un drapeau américain dont toutes les bandes sont en fait les périodiques dans lesquels Cook a publié des poèmes déclarant ses sentiments pour l'actrice :
« So thou hast come, all absolute, to rule my inmost soul;
 But yet how calm, how dream-like, is the strength of thy control. 
 There are sealed pages in my heart, traced with illumined hand
 That none can see, and if they did, o!, who would understand? 
 But thou, by some strange sympathy, hast thrown a searching look, 
 And read at sight the hardest scroll indorsed within the book. 
 I love thee with a free-born will, that no rude force can break –
 Thou lovest me – I know thou dost – and for my own poor sake; 
 And though the coward’s barb is launched, it can but vainly flit, 
 While we may smile to watch the aim too meanly weak to hit. 
 … I’ve staked my faith upon thy heart – il will not cheat my hope – 
 I cling to it as trustingly as sailor to the rope. »
La publication du Eliza Cook's Journal montre son engagement féministe et politique. Inspiré de Hays et de sa tentative de créer en 1847 une revue destinée aux femmes, sur le principe du Godey's Lady's Book, Eliza Cook édite et publie le Eliza Cook's Journal entre 1849 et 1854. Cet hebdomadaire que Cook décrit comme "utilitaire et amusant" offrant aux femmes une plateforme pour publier leurs textes et s'exprimer librement sur leurs droits, notamment sur la question des opportunités d'éducation et de travail, sujets qui ne sont pas discutés dans la presse traditionnelle, ni non plus dans un journal populaire et littéraire comme Chambers's Journal dont s'inspire pourtant également Cook. La revue publie de nombreux essais, poèmes, nouvelles et critiques traitant de questions féministes et de lutte des classes. C'est un bi-hebdomadaire qui, ne coûtant qu'un penny, est accessible aux classes populaires.
Cet engagement envers la lutte des classes se retrouve à la fois dans son écriture, où elle prend pour sujet injustices sociales et classes ouvrières, mais aussi dans son adhésion au Chartisme. Familière des différents opuscules issus du mouvement chartiste londonien, elle suit davantage les groupes les plus anciens et affirme sa rupture avec les O'Brienites et les O'Connorites, du fait de leur mépris de l'abrogation des Corn Laws. Qu'elle prône l'éducation par soi-même, et croit à la possibilité de s'extraire par celle-ci de son milieu social, la fait être appréciée des classes ouvrières et des classes moyennes. Ses idéaux chartistes se retrouvent notamment dans ses chansons et dans ses poèmes sur la vie quotidienne, où elle utilise des objets prétendument féminins pour dénoncer les inégalités sociales et économiques comme l'accumulation des biens prônant une forme sociale plus collective que de nouvelles formes d’échange et contre-modèles de consommation pourraient garantir.

### Livres
- Lays of a Wild Harp: A Collection of Metrical Pieces, John Bennett, 1835
- Melaia and other Poems, 1838
- Poems, Second Series, Simpkin, 1845
- Jottings from my Journal, 1860
- New Echoes and Other Poems, 1864
- Diamond dust, 1865

### Articles
- People Who Do Not Like Poetry, 1849, dans A Serious Occupation: Literary Criticism, Victorian Women Writers  (ISBN 1-55111-350-3).

### Adaptations musicales
- The Heart That's True, mis en musique par le compositeur australien George Tolhurst en 1857
- The Fair Rose of Killarney – A Ballad, texte de Eliza Cook et musique de Stephen Glover, New-York Mirror, 29 juin 1839, pp 32
- The indian hunter, texte de Eliza Cook, musique de Henry Russel

### Éditrice
- Eliza Cook's Journal, 1849-1854

### Œuvres
- St Patrick's day sur poetryfoundation.org
- The old armchair, Song of Old time, Winter parmi d'autres poèmes de Eliza Cook disponibles sur poets.org
- Melaia and other poems sur Internet Archive
- Be kind when you can sur LibriVox
- Textes des chansons de Eliza Cook sur IMSLP
- Poems, recueil de poèmes daté de 1870, avec introduction de Eliza Cook

### Ressources sur le travail de Eliza Cook
- Reflections from a Visiting Scholar par Fabienne Moine sur le blog de The Armstrong Browning Library & Museum
- Archives conservées à l'Université de Pennsylvanie
- Article de Frederik Rowton sur l'œuvre de Eliza Cook dans The female poets of Gret-Britain